# Vorratsschuld
Vorratsschuld ist ein Begriff aus dem Schuldrecht. Es handelt sich um eine besondere Ausprägung der Gattungsschuld im Rahmen eines Schuldverhältnisses über eine Sache. Dabei beschränkt sich nach dem Willen der Vertragsparteien die Schuld auf die im Vorrat des Schuldners befindlichen Sachen gleichen Typs. Häufiger Anwendungsfall der Begrenzung der Gattungsschuld auf den Vorrat des Schuldners ist dessen eigene Produktion. Unmöglichkeit tritt schon dann ein, wenn die Produktion undurchführbar wird. Verminderungen im Vorrat, aus dem einer Mehrzahl von Gläubigern geschuldet wird, führt zur anteilsmäßigen Kürzung der einzelnen Forderungen. Im Übrigen gilt das zur Gattungsschuld Gesagte.
Beispiel: Haben K und V einen Kaufvertrag über ein bestimmtes Computermodell abgeschlossen und enthält der Vertrag die Abrede, dass die Leistung des Verkäufers V nur aus dem bei V befindlichen Vorrat an Geräten dieses Modells erfolgen soll, so wird V wegen Unmöglichkeit nach § 275 Abs. 1 BGB von der Leistungspflicht frei, wenn bei einem Brand der ganze Vorrat vernichtet wird. Ist dagegen eine Gattungsschuld vereinbart, müsste V weiterhin leisten, sofern am Markt noch weitere Computermodelle dieser Art verfügbar sind (vgl. auch Gefahrübergang).